# PM 2.5
PM 2.5 (o PM 2,5, a seconda del separatore decimale usato) è una classificazione numerica data alle polveri sottili in base alle dimensioni medie delle loro particelle. 
Con il termine PM 2,5 si raggruppano tutte le particelle aventi dimensioni minori o uguali a 2,5 micron  (µm) (dove 1 micron (μ) corrisponde ad un millesimo di millimetro). 
Il metodo di misurazione è normato nell'Unione Europea secondo la UNI EN 12341:2014. Di massima più il numero è basso, più le polveri sono sottili ed anche più pericolose per la salute della specie umana ed animale. Infatti mentre il PM 10 raggiunge solo i bronchi, la trachea e vie respiratorie superiori, il PM 2,5 è in grado di penetrare negli alveoli polmonari con eventuale diffusione nel sangue. Nelle donne vi è evidenza che il PM 2,5 venga ad accumularsi nel seno causando il cancro al seno.
Il PM 2,5 è dunque parte di ciò che è definito polveri sottili. Può essere in minima parte di origine naturale ma per gran parte trae origine da attività umane di varia natura, industriali e non. Un esempio sono i freni degli autoveicoli che consumandosi emettono PM 2,5 ma che non sono la fonte del maggiore inquinamento. Può essere di tipo primario o secondario, quando si forma successivamente alla trasformazione chimico-fisica di altre sostanze originarie. Si tratta di una miscela di particelle di proprietà diverse, costituita da polveri minerali o composti come nitrati, solfati, ammoniaca e sali.
Si calcola che per una presenza di PM 2,5 superiore di 10 punti rispetto al massimo consentito vi sia un incremento della probabilità di contrarre il cancro pari al 7%. In uno studio effettuato dal 2004 al 2008, campionando i dati di 100 giornate, in alcune città si sono verificati livelli di PM 2,5 che hanno superato fino a 3 volte il valore della soglia limite 50 µg/m³: Torino e Milano hanno toccato  il valore di quasi 200 µg/m³, Roma ha superato di 10 punti il massimo stabilito. Gli studi effettuati variano di molto riguardo alle previsioni di un possibile cancro ed emerge da alcuni studi che la probabilità di contrarre il cancro aumenti di oltre il 18% con valori che oltrepassano la soglia massima di appena 5 µg/m³.
Uno studio condotto su 460.000 pazienti ha rilevato che l'esposizione ai PM 2.5 è associata a un aumento delle mutazioni dei geni Egfr e Kras, fattori che causano il tumore al polmone.